# Ramon Besa Camprubí
Ramon Besa Camprubí (Perafita, 9 de septiembre de 1958) es un periodista español. En 2019 fue investido doctor honoris causa por la Universidad de Vic

## Trayectoria
Redactor jefe del diario El País y colaborador de Catalunya Ràdio y Radio Barcelona. Con anterioridad, fue redactor del diario El 9 Nou y jefe de deportes del diario Avui. Es profesor de periodismo de la Facultad de Ciencias de la Comunicación Blanquerna y de los Másteres de Periodismo de Les Heures. El 20 de junio de 2019 fue investido doctor honoris causa por la Universidad de Vic.

## Libros publicados
- Maradona, historia de un desencuentro, "Biblioteca básica del F.C. Barcelona". Barcanova Deportes, 1998.[2][3][4][5]
- Del genio al mal genio. Dèria Editors, 1999.[6]

## Premios
- 2000: Premio Ciutat de Barcelona de periodismo.[7]
- 2008: Premio Quim Regàs de Periodismo.[8]
- 2009: Premio Internacional de Periodismo Manuel Vázquez Montalbán.[9]